# George Benson/Diskografie
Diese Diskografie ist eine Übersicht über die veröffentlichten Tonträger des amerikanischen Jazz- und Fusion-Gitarristen und Sängers George Benson. Den Schallplattenauszeichnungen zufolge hat er bisher mehr als 12,1 Millionen Tonträger verkauft, davon alleine in seiner Heimat über 8,5 Millionen. Seine erfolgreichste Veröffentlichung ist das Album Breezin’ mit über 3,2 Millionen verkauften Einheiten.

## Alben

### Studioalben
| Jahr | Titel                                   | Höchstplatzierung, Gesamtwochen, AuszeichnungChartplatzierungen (Jahr, Titel, Platzierungen, Wochen, Auszeichnungen, Anmerkungen) | Höchstplatzierung, Gesamtwochen, AuszeichnungChartplatzierungen (Jahr, Titel, Platzierungen, Wochen, Auszeichnungen, Anmerkungen) | Höchstplatzierung, Gesamtwochen, AuszeichnungChartplatzierungen (Jahr, Titel, Platzierungen, Wochen, Auszeichnungen, Anmerkungen) | Höchstplatzierung, Gesamtwochen, AuszeichnungChartplatzierungen (Jahr, Titel, Platzierungen, Wochen, Auszeichnungen, Anmerkungen) | Höchstplatzierung, Gesamtwochen, AuszeichnungChartplatzierungen (Jahr, Titel, Platzierungen, Wochen, Auszeichnungen, Anmerkungen) | Höchstplatzierung, Gesamtwochen, AuszeichnungChartplatzierungen (Jahr, Titel, Platzierungen, Wochen, Auszeichnungen, Anmerkungen) | Höchstplatzierung, Gesamtwochen, AuszeichnungChartplatzierungen (Jahr, Titel, Platzierungen, Wochen, Auszeichnungen, Anmerkungen) | Anmerkungen |
| Jahr | Titel                                   | DE | AT | CH | UK | US | R&B | Jazz | Anmerkungen |
| ---- | --------------------------------------- | --- | --- | --- | --- | --- | --- | --- | --- |
| 1969 | Shape of Things to Come                 | — | — | — | — | — | R&B38 (2 Wo.)R&B | — | Erstveröffentlichung: April 1969 Produzent: Creed Taylor |
| 1969 | Tell It Like It Is                      | — | — | — | — | US145 (3 Wo.)US | R&B43 (3 Wo.)R&B | — | Erstveröffentlichung: Juli 1969 Produzent: Creed Taylor |
| 1974 | Bad Benson                              | — | — | — | — | US78 (19 Wo.)US | — | — | Erstveröffentlichung: Oktober 1974 Produzent: Creed Taylor |
| 1976 | Breezin’                                | — | — | — | UK— SilberUK | US1 ×3Dreifachplatin · (78 Wo.)US                                                                                                 | R&B1 (46 Wo.)R&B | — | Erstveröffentlichung: April 1976 Grammy (Instrumental Pop) Produzenten: Tommy LiPuma, Noel Newbolt                                                                                          |
| 1976 | Good King Bad                           | — | — | — | — | US51 (16 Wo.)US | R&B18 (18 Wo.)R&B | — | Erstveröffentlichung: Juni 1976 Produzent: Creed Taylor |
| 1976 | Benson & Farrell                        | — | — | — | — | US100 (8 Wo.)US | R&B27 (8 Wo.)R&B | — | Erstveröffentlichung: Oktober 1976 mit Joe Farrell Produzent: Creed Taylor |
| 1976 | The Other Side of Abbey Road            | — | — | — | — | US125 (8 Wo.)US | — | — | Erstveröffentlichung: Juni 1970 Wiederveröffentlichung: Juli 1976 Produzent: Creed Taylor                                                                                                   |
| 1977 | In Flight                               | — | AT21 (4 Wo.)AT | — | UK19 Silber · (23 Wo.)UK | US9 Platin · (35 Wo.)US | R&B2 (28 Wo.)R&B | — | Erstveröffentlichung: Januar 1977 Produzenten: Tommy LiPuma, Noel Newbolt |
| 1979 | Livin’ Inside Your Love                 | — | — | — | UK24 (14 Wo.)UK | US7 Gold · (26 Wo.)US | R&B4 (26 Wo.)R&B | — | Erstveröffentlichung: März 1979; Doppelalbum Produzent: Tommy LiPuma |
| 1980 | Give Me the Night                       | — | — | — | UK3 Platin · (40 Wo.)UK | US3 Platin · (38 Wo.)US | R&B1 (37 Wo.)R&B | — | Erstveröffentlichung: Juli 1980 Produzent: Quincy Jones |
| 1983 | In Your Eyes                            | DE42 (4 Wo.)DE | — | — | UK3 Platin · (53 Wo.)UK | US27 Gold · (35 Wo.)US | R&B6 (33 Wo.)R&B | Jazz1 (… Wo.)Jazz | Erstveröffentlichung: Juni 1983 Produzent: Arif Mardin |
| 1985 | 20/20                                   | DE40 (7 Wo.)DE | AT29 (2 Wo.)AT | CH24 (5 Wo.)CH | UK9 Gold · (19 Wo.)UK | US45 Gold · (32 Wo.)US | R&B20 (24 Wo.)R&B | Jazz3 (47 Wo.)Jazz | Erstveröffentlichung: Januar 1985 Produzenten: Russ Titelman, Michael Masser |
| 1986 | While the City Sleeps …                 | DE48 (6 Wo.)DE | — | — | UK13 Gold · (27 Wo.)UK | US77 (24 Wo.)US | R&B21 (27 Wo.)R&B | Jazz8 (21 Wo.)Jazz | Erstveröffentlichung: September 1986 Produzenten: Narada Michael Walden, Robbie Buchanan, Tommy LiPuma                                                                                      |
| 1987 | Collaboration                           | — | — | CH22 (2 Wo.)CH | UK47 (6 Wo.)UK | US59 Gold · (31 Wo.)US | R&B28 (22 Wo.)R&B | — | Erstveröffentlichung: Juni 1987 mit Earl Klugh Produzent: Tommy LiPuma |
| 1988 | Twice the Love                          | DE35 (6 Wo.)DE | — | CH29 (1 Wo.)CH | UK16 Silber · (10 Wo.)UK | US76 (10 Wo.)US | R&B17 (26 Wo.)R&B | — | Erstveröffentlichung: 6. September 1988 Produzenten: Preston Glass, Jay Graydon, Tommy LiPuma, Dennis Lambert, David Lewis, Wayne Lewis, George Benson, Barry J. Eastmond, Wayne Brathwaite |
| 1989 | Tenderly                                | — | AT26 (2 Wo.)AT | — | UK52 (3 Wo.)UK | US140 (6 Wo.)US | — | Jazz1 (29 Wo.)Jazz | Erstveröffentlichung: Juli 1989 Produzent: Tommy LiPuma |
| 1990 | Big Boss Band                           | — | — | — | — | — | — | Jazz3 (17 Wo.)Jazz | Erstveröffentlichung: Oktober 1990 feat. Count Basie Orchestra Produzent: George Benson |
| 1993 | Love Remembers                          | DE— GoldDE | — | — | — | — | R&B50 (23 Wo.)R&B | — | Erstveröffentlichung: Juni 1993 Produzenten: Bob James, Charlie Wallert, David Gamson, Gary Henry, George Benson, Jimmy George, Stewart Levine                                              |
| 1996 | That’s Right                            | — | — | — | UK61 (2 Wo.)UK | US150 (10 Wo.)US | R&B33 (20 Wo.)R&B | — | Erstveröffentlichung: Juni 1996 Produzenten: Ricky Peterson, Tommy LiPuma, Joe Mardin, Jean-Paul Maunick, Robbie Buchanan                                                                   |
| 1998 | Standing Together                       | — | — | — | — | — | R&B47 (17 Wo.)R&B | — | Erstveröffentlichung: Juni 1998 Produzenten: Kenny „Dope“ Gonzalez, Little Louie Vega, Paul Brown                                                                                           |
| 2000 | Absolute Benson                         | — | — | — | UK77 (1 Wo.)UK | US125 (3 Wo.)US | R&B24 (11 Wo.)R&B | — | Erstveröffentlichung: Mai 2000 Produzenten: Kenny „Dope“ Gonzalez, Louie Vega, Tommy LiPuma                                                                                                 |
| 2004 | Irreplaceable                           | — | — | — | UK58 (2 Wo.)UK | US195 (1 Wo.)US | R&B22 (10 Wo.)R&B | Jazz3 (36 Wo.)Jazz | Erstveröffentlichung: Januar 2004 Produzenten: Hakim Bell, Joe Thomas, Joshua Paul Thompson, William Irving                                                                                 |
| 2006 | Givin’ It Up                            | DE59 (5 Wo.)DE | AT30 (5 Wo.)AT | — | — | US58 (7 Wo.)US | R&B14 (20 Wo.)R&B | Jazz1 (75 Wo.)Jazz | Erstveröffentlichung: 24. Oktober 2006 mit Al Jarreau Produzenten: John Burk, Michael Broening, Freddie Ravel                                                                               |
| 2009 | Songs and Stories                       | — | — | — | — | US96 (3 Wo.)US | R&B15 (10 Wo.)R&B | Jazz1 (44 Wo.)Jazz | Erstveröffentlichung: 25. August 2009 Produzenten: Marcus Miller, Forest Sprague, Michael O’Neill, Toninho Horta, John Burk                                                                 |
| 2011 | Guitar Man                              | — | — | — | — | US195 (1 Wo.)US | — | Jazz1 (36 Wo.)Jazz | Erstveröffentlichung: 4. Oktober 2011 Produzent: John Burk |
| 2013 | Inspiration: A Tribute to Nat King Cole | — | — | — | UK80 (1 Wo.)UK | US89 (1 Wo.)US | — | Jazz4 (17 Wo.)Jazz | Erstveröffentlichung: 4. Juni 2013 Produzenten: John Burk, Randy Waldman |
| 2019 | Walking to New Orleans                  | — | AT70 (1 Wo.)AT | — | — | — | — | — | Erstveröffentlichung: 26. April 2019 |

grau schraffiert: keine Chartdaten aus diesem Jahr verfügbar
Weitere Studioalben
| - 1964: The New Boss Guitar of George Benson - 1966: It’s Uptown - 1966: The George Benson Cookbook - 1968: Giblet Gravy - 1968: Goodies - 1971: Beyond the Blue Horizon - 1972: White Rabbit - 1973: Body Talk - 1976: Harlem Underground (Harlem Underground Band feat. George Benson) | - 1978: Erotic Moods (mit Harlem Underground Band) - 1978: Space - 1983: Pacific Fire - 1984: I Got a Woman and Some Blues - 1985: The Masquerade Is Over - 1989: The Electrifying George Benson - 1991: Midnight Moods - 2001: Sugar (Stanley Turrentine mit Ron Carter, George Benson und Freddie Hubbard) - 2020: Weekend in London |

### Livealben
| Jahr | Titel                                   | Höchstplatzierung, Gesamtwochen, AuszeichnungChartplatzierungen (Jahr, Titel, Platzierungen, Wochen, Auszeichnungen, Anmerkungen) | Höchstplatzierung, Gesamtwochen, AuszeichnungChartplatzierungen (Jahr, Titel, Platzierungen, Wochen, Auszeichnungen, Anmerkungen) | Höchstplatzierung, Gesamtwochen, AuszeichnungChartplatzierungen (Jahr, Titel, Platzierungen, Wochen, Auszeichnungen, Anmerkungen) | Höchstplatzierung, Gesamtwochen, AuszeichnungChartplatzierungen (Jahr, Titel, Platzierungen, Wochen, Auszeichnungen, Anmerkungen) | Höchstplatzierung, Gesamtwochen, AuszeichnungChartplatzierungen (Jahr, Titel, Platzierungen, Wochen, Auszeichnungen, Anmerkungen) | Höchstplatzierung, Gesamtwochen, AuszeichnungChartplatzierungen (Jahr, Titel, Platzierungen, Wochen, Auszeichnungen, Anmerkungen) | Höchstplatzierung, Gesamtwochen, AuszeichnungChartplatzierungen (Jahr, Titel, Platzierungen, Wochen, Auszeichnungen, Anmerkungen) | Anmerkungen                                                                                        |
| Jahr | Titel                                   | DE | AT | CH | UK | US | R&B | Jazz | Anmerkungen                                                                                        |
| ---- | --------------------------------------- | --- | --- | --- | --- | --- | --- | --- | -------------------------------------------------------------------------------------------------- |
| 1977 | George Benson in Concert: Carnegie Hall | — | — | — | — | US122 (8 Wo.)US | R&B43 (4 Wo.)R&B | — | Erstveröffentlichung: Januar 1977 Aufnahme: Carnegie Hall, 11. Januar 1975                         |
| 1978 | Weekend in L. A.                        | — | — | — | UK47 Silber · (1 Wo.)UK | US5 Platin · (38 Wo.)US | R&B1 (30 Wo.)R&B | — | Erstveröffentlichung: Januar 1978 Aufnahme: The Roxy, Hollywood, 30. September bis 2. Oktober 1977 |
| 2005 | Best of George Benson: Live             | — | — | — | — | — | — | Jazz4 (5 Wo.)Jazz | Erstveröffentlichung: 27. September 2005 Aufnahme: Waterfront Hall Belfast, Ireland, 2000          |

grau schraffiert: keine Chartdaten aus diesem Jahr verfügbar
Weitere Livealben
- 1984: In Concert
- 1989: Witchcraft (Aufnahme: Casa Caribe, Plainfield, NJ, April 1973)
- 2002: Round Midnight (mit McCoy Tyner Trio; Aufnahme: Fort Lauderdale, 1989)

### Kompilationen
| Jahr | Titel                                                    | Höchstplatzierung, Gesamtwochen, AuszeichnungChartplatzierungen (Jahr, Titel, Platzierungen, Wochen, Auszeichnungen, Anmerkungen) | Höchstplatzierung, Gesamtwochen, AuszeichnungChartplatzierungen (Jahr, Titel, Platzierungen, Wochen, Auszeichnungen, Anmerkungen) | Höchstplatzierung, Gesamtwochen, AuszeichnungChartplatzierungen (Jahr, Titel, Platzierungen, Wochen, Auszeichnungen, Anmerkungen) | Höchstplatzierung, Gesamtwochen, AuszeichnungChartplatzierungen (Jahr, Titel, Platzierungen, Wochen, Auszeichnungen, Anmerkungen) | Höchstplatzierung, Gesamtwochen, AuszeichnungChartplatzierungen (Jahr, Titel, Platzierungen, Wochen, Auszeichnungen, Anmerkungen) | Höchstplatzierung, Gesamtwochen, AuszeichnungChartplatzierungen (Jahr, Titel, Platzierungen, Wochen, Auszeichnungen, Anmerkungen) | Höchstplatzierung, Gesamtwochen, AuszeichnungChartplatzierungen (Jahr, Titel, Platzierungen, Wochen, Auszeichnungen, Anmerkungen) | Anmerkungen                                     |
| Jahr | Titel                                                    | DE | AT | CH | UK | US | R&B | Jazz | Anmerkungen                                     |
| ---- | -------------------------------------------------------- | --- | --- | --- | --- | --- | --- | --- | ----------------------------------------------- |
| 1981 | The George Benson Collection                             | — | — | — | UK19 Platin · (35 Wo.)UK | US14 Gold · (26 Wo.)US | R&B5 (32 Wo.)R&B | — | Erstveröffentlichung: November 1981 Doppelalbum |
| 1985 | The Love Songs                                           | — | — | — | UK1 ×2Doppelplatin · (26 Wo.)UK                                                                                                   | — | — | — | Erstveröffentlichung: Oktober 1985              |
| 1991 | Midnight Moods: The Love Collection                      | — | — | — | UK25 Gold · (12 Wo.)UK | — | — | — | Erstveröffentlichung: Oktober 1991              |
| 1998 | Essential: The Very Best Of                              | — | — | — | UK8 Gold · (12 Wo.)UK | — | — | — | Erstveröffentlichung: April 1998                |
| 2003 | The Greatest Hits of All: The Very Best of George Benson | — | — | — | UK4 Platin · (24 Wo.)UK | US138 (1 Wo.)US | R&B74 (4 Wo.)R&B | Jazz4 (56 Wo.)Jazz | Erstveröffentlichung: Juli 2003                 |
| 2010 | Classic Love Songs                                       | — | — | — | UK13 Silber · (6 Wo.)UK | — | — | — | Erstveröffentlichung: Februar 2010              |
| 2015 | The Ultimate Collection                                  | — | — | — | UK37 Silber · (3 Wo.)UK | — | — | — | Erstveröffentlichung: März 2015                 |

grau schraffiert: keine Chartdaten aus diesem Jahr verfügbar
Weitere Kompilationen
| - 1976: Benson Burner - 1976: Blue Benson - 1977: Summertime - 1978: Stormy Weather - 1978: The Best of George Benson - 1978: Star Edition (2 LPs) - 1981: The Best - 1981: Jazz Giants - 1983: The Genius of George Benson - 1984: The Silver Collection - 1987: Exclusive Benson - 1987: George Benson - 1989: The Best of George Benson - 1993: Take Five - 1994: Verve Jazz Masters 21 | - 1995: The Best of George Benson - 1996: This Is Jazz - 1997: Talkin’ Verve - 1997: Best of George Benson: The Instrumentals - 1997: Blue Bossa - 2000: Anthology - 2004: Jazz Moods: Hot - 2005: Trilogy: Three Classic Albums (Box mit 3 CDs) - 2006: The Essential George Benson (2 CDs) - 2007: Columbia Jazz Profiles - 2007: Original Album Classics (Box mit 5 CDs) - 2011: The Essential Selection (2 CDs) - 2013: Original Album Series Vol. 2 (Box mit 5 CDs) |

## Singles
| Jahr | Titel Album                                                  | Höchstplatzierung, Gesamtwochen, AuszeichnungChartplatzierungen (Jahr, Titel, Album, Platzierungen, Wochen, Auszeichnungen, Anmerkungen) | Höchstplatzierung, Gesamtwochen, AuszeichnungChartplatzierungen (Jahr, Titel, Album, Platzierungen, Wochen, Auszeichnungen, Anmerkungen) | Höchstplatzierung, Gesamtwochen, AuszeichnungChartplatzierungen (Jahr, Titel, Album, Platzierungen, Wochen, Auszeichnungen, Anmerkungen) | Höchstplatzierung, Gesamtwochen, AuszeichnungChartplatzierungen (Jahr, Titel, Album, Platzierungen, Wochen, Auszeichnungen, Anmerkungen) | Höchstplatzierung, Gesamtwochen, AuszeichnungChartplatzierungen (Jahr, Titel, Album, Platzierungen, Wochen, Auszeichnungen, Anmerkungen) | Höchstplatzierung, Gesamtwochen, AuszeichnungChartplatzierungen (Jahr, Titel, Album, Platzierungen, Wochen, Auszeichnungen, Anmerkungen) | Höchstplatzierung, Gesamtwochen, AuszeichnungChartplatzierungen (Jahr, Titel, Album, Platzierungen, Wochen, Auszeichnungen, Anmerkungen) | Höchstplatzierung, Gesamtwochen, AuszeichnungChartplatzierungen (Jahr, Titel, Album, Platzierungen, Wochen, Auszeichnungen, Anmerkungen) | Anmerkungen |
| Jahr | Titel Album                                                  | DE | AT | CH | UK | US | R&B | Dance | Jazz | Anmerkungen |
| ---- | ------------------------------------------------------------ | --- | --- | --- | --- | --- | --- | --- | --- | --- |
| 1975 | Supership –                                                  | — | — | — | UK30 (6 Wo.)UK | — | R&B98 (3 Wo.)R&B | — | — | Erstveröffentlichung: Juni 1975 Autoren: Arthur Jenkins, Ralph MacDonald, William Eaton, William Salter                                                                                               |
| 1976 | This Masquerade Breezin’                                     | — | — | — | — | US10 (18 Wo.)US | R&B3 (18 Wo.)R&B | — | — | Erstveröffentlichung: April 1976 Grammy (Record of the Year); Platz 313 der Songs of the Century (Liste 2001) Autor und Original: Leon Russell, 1972                                                  |
| 1976 | Breezin’                                                     | — | — | — | — | US63 (6 Wo.)US | R&B55 (7 Wo.)R&B | — | — | Erstveröffentlichung: September 1976 Autor: Bobby Womack Original: Gábor Szabó, 1971 |
| 1977 | Everything Must Change In Flight                             | — | — | — | — | — | R&B34 (8 Wo.)R&B | — | — | Erstveröffentlichung: März 1977 Autor: Bernard Ighner Original: Quincy Jones feat. Benard Ighner, 1974                                                                                                |
| 1977 | Nature Boy In Flight                                         | — | — | — | UK26 (6 Wo.)UK | — | — | — | — | Erstveröffentlichung: April 1977 Autor: Eden Ahbez Original: Nat King Cole, 1948 |
| 1977 | Gonna Love You More In Flight                                | — | — | — | — | US71 (5 Wo.)US | R&B41 (7 Wo.)R&B | — | — | Erstveröffentlichung: Mai 1977 Autor und Original: Morris Albert, 1974 |
| 1977 | Greatest Love of All The Greatest (Soundtrack)               | — | — | — | UK27 (7 Wo.)UK | US24 (14 Wo.)US | R&B2 (21 Wo.)R&B | — | — | Erstveröffentlichung: Juni 1977 vom Soundtrack des Films Ich bin der Größte Autoren: Linda Creed, Michael Masser                                                                                      |
| 1978 | On Broadway All That Jazz (Soundtrack)                       | — | AT22 (4 Wo.)AT | — | — | US7 (18 Wo.)US | R&B2 (17 Wo.)R&B | — | — | Erstveröffentlichung: Februar 1978 vom Soundtrack des Films Hinter dem Rampenlicht Grammy (R&B Male Vocal) Autoren: Jerry Leiber, Mike Stoller, Barry Mann, Cynthia Weil Original: The Crystals, 1963 |
| 1978 | Lady Blue Weekend in L. A.                                   | — | — | — | — | — | R&B39 (9 Wo.)R&B | — | — | Erstveröffentlichung: Juni 1978 Autor: Leon Russell |
| 1979 | Love Ballad Livin’ Inside Your Love                          | — | — | — | UK29 (9 Wo.)UK | US18 (15 Wo.)US | R&B3 (17 Wo.)R&B | — | — | Erstveröffentlichung: Februar 1979 Autor: Skip Scarborough Original: L. T. D., 1976 |
| 1979 | Unchained Melody Livin’ Inside Your Love                     | — | — | — | — | — | R&B55 (8 Wo.)R&B | — | — | Erstveröffentlichung: Mai 1979 Autoren: Alex North, Hy Zaret Original: Todd Duncan, 1955 |
| 1980 | Give Me the Night                                            | — | — | CH7 (8 Wo.)CH | UK7 Gold · (10 Wo.)UK | US4 (23 Wo.)US | R&B1 (21 Wo.)R&B | Dance2 (23 Wo.)Dance | — | Erstveröffentlichung: Juni 1980 Grammy (R&B Male Vocal) Autor: Rod Temperton |
| 1980 | Love X Love Give Me the Night                                | — | — | — | UK10 (8 Wo.)UK | US61 (6 Wo.)US | R&B9 (16 Wo.)R&B | — | — | Erstveröffentlichung: September 1980 Autor: Rod Temperton |
| 1980 | Turn Out the Lamplight Give Me the Night                     | — | — | — | — | — | R&B33 (12 Wo.)R&B | — | — | Erstveröffentlichung: Dezember 1980 Autor: Rod Temperton |
| 1981 | What’s on Your Mind Give Me the Night                        | — | — | — | UK45 (5 Wo.)UK | — | — | — | — | Erstveröffentlichung: Januar 1981 Autoren: Kerry Chater, Glen Ballard |
| 1981 | Love All the Hurt Away The George Benson Collection          | — | — | — | UK49 (3 Wo.)UK | US46 (10 Wo.)US | R&B6 (15 Wo.)R&B | — | — | Erstveröffentlichung: August 1981 mit Aretha Franklin Autor: Sam Dees |
| 1981 | Turn Your Love Around The George Benson Collection           | — | — | — | UK29 (11 Wo.)UK | US5 (22 Wo.)US | R&B1 (19 Wo.)R&B | Dance32 (8 Wo.)Dance | — | Erstveröffentlichung: Oktober 1981 Grammy (R&B Song) Autoren: Bill Champlin, Jay Graydon, Steve Lukather                                                                                              |
| 1982 | Never Give Up on a Good Thing The George Benson Collection   | — | — | — | UK14 (10 Wo.)UK | US52 (9 Wo.)US | R&B16 (12 Wo.)R&B | — | — | Erstveröffentlichung: Januar 1982 Autoren: Michael Garvin, Tom Shapiro |
| 1983 | Inside Love (So Personal) In Your Eyes                       | — | — | — | UK57 (8 Wo.)UK | US43 (10 Wo.)US | R&B3 (18 Wo.)R&B | Dance7 (14 Wo.)Dance | — | Erstveröffentlichung: Mai 1983 Autor: Kashif |
| 1983 | Lady Love Me (One More Time) In Your Eyes                    | — | — | — | UK11 (10 Wo.)UK | US30 (13 Wo.)US | R&B21 (15 Wo.)R&B | — | — | Erstveröffentlichung: Mai 1983 Autoren: David Paich, James Newton Howard |
| 1983 | Feel Like Makin’ Love In Your Eyes                           | — | — | — | UK28 (7 Wo.)UK | — | — | — | — | Erstveröffentlichung: Juli 1983 Autor: Gene McDaniels Original: Roberta Flack, 1974 |
| 1983 | In Your Eyes                                                 | — | — | — | UK7 (10 Wo.)UK | — | — | — | — | Erstveröffentlichung: September 1983 Autoren: Dan Hill, Michael Masser |
| 1984 | Late at Night In Your Eyes                                   | — | — | — | UK86 (3 Wo.)UK | — | — | — | — | Erstveröffentlichung: März 1984 Autoren: Barry Mann, Cynthia Weil |
| 1984 | 20/20                                                        | — | — | — | UK29 (9 Wo.)UK | US48 (13 Wo.)US | R&B15 (15 Wo.)R&B | — | — | Erstveröffentlichung: November 1984 Autoren: Randy Goodrum, Steve Kipner |
| 1985 | I Just Wanna Hang Around You 20/20                           | — | — | — | UK93 (1 Wo.)UK | — | R&B24 (14 Wo.)R&B | — | — | Erstveröffentlichung: Februar 1985 Cruz Sembello, Daniel Sembello, Jon Sembello, Michael Sembello |
| 1985 | Beyond the Sea (La Mer) 20/20                                | — | — | — | UK60 (4 Wo.)UK | — | — | — | — | Erstveröffentlichung: April 1985 Autoren: Charles Trenet, Albert Lasry Original: Charles Trenet, 1946                                                                                                 |
| 1985 | New Day 20/20                                                | — | — | — | — | — | R&B87 (4 Wo.)R&B | — | — | Erstveröffentlichung: Juli 1985 Autoren: Cecil Womack, Linda Womack |
| 1985 | No One Emotion 20/20                                         | — | — | — | UK76 (2 Wo.)UK | — | — | — | — | Erstveröffentlichung: Oktober 1985 Autoren: Clif Magness, Mark Mueller, Tom Keane |
| 1986 | Kisses in the Moonlight While the City Sleeps …              | — | — | — | UK60 (4 Wo.)UK | — | R&B13 (15 Wo.)R&B | — | — | Erstveröffentlichung: Juli 1986 Autoren: Jeffrey Cohen, Preston Glass |
| 1986 | Shiver While the City Sleeps …                               | — | — | — | UK19 (11 Wo.)UK | — | R&B16 (14 Wo.)R&B | — | — | Erstveröffentlichung: Oktober 1986 Autoren: Narada Michael Walden, Preston Glass, Suzanne Valentine                                                                                                   |
| 1987 | Teaser While the City Sleeps …                               | — | — | — | UK45 (4 Wo.)UK | — | — | — | — | Erstveröffentlichung: Februar 1987 Autoren: Cory Lerios, David Jenkins, Jeffrey Cohen, Narada Michael Walden                                                                                          |
| 1988 | Let’s Do It Again Twice the Love                             | — | — | — | UK56 (3 Wo.)UK | — | R&B8 (16 Wo.)R&B | — | — | Erstveröffentlichung: Juli 1988 Autor: Curtis Mayfield Original: The Staple Singers, 1975 |
| 1988 | Twice the Love                                               | — | — | — | UK91 (2 Wo.)UK | — | R&B23 (14 Wo.)R&B | Dance32 (4 Wo.)Dance | — | Erstveröffentlichung: November 1988 Co-Produzent/Remix: Shep Pettibone Autoren: Alan Glass, Preston Glass, Curtis Anthony Nolen                                                                       |
| 1992 | I’ll Keep Your Dreams Alive Freddie as F.R.O.7. (Soundtrack) | — | — | — | UK68 (1 Wo.)UK | — | — | — | — | Erstveröffentlichung: August 1992 mit Patti Austin; vom Soundtrack des Films Freddie, der Superfrosch Autoren: David Dundas, Rick Wentworth                                                           |
| 1996 | You Can Do It (Baby) Nuyorican Soul                          | — | — | — | — | — | — | Dance26 (10 Wo.)Dance | — | Erstveröffentlichung: November 1996 Nuyorican Soul feat. George Benson Autoren: George Benson, Kenny Dope, Little Louie Vega                                                                          |
| 1997 | Song for My Brother (MAW Mixes) That’s Right                 | — | — | — | — | — | — | Dance6 (11 Wo.)Dance | — | Erstveröffentlichung: Juli 1997 Remix: Masters at Work Autor: Paul Peterson |
| 1998 | Seven Days Share My World                                    | — | — | — | UK22 (4 Wo.)UK | — | — | — | — | Erstveröffentlichung: 20. März 1998 Mary J. Blige feat. George Benson Autor: Malik Pendleton |
| 1998 | Standing Together                                            | — | — | — | — | — | R&B62 (11 Wo.)R&B | — | — | Erstveröffentlichung: Juli 1998 Autoren: Manuel Seals, Steven Dubin |
| 2000 | The Ghetto / El Barrio Absolute Benson                       | — | — | — | — | — | — | Dance28 (8 Wo.)Dance | — | Erstveröffentlichung: April 2000 feat. Joe Sample Autoren: Alfred Eaton, Donny Hathaway, Leroy Hutson, Todd Shaw, George Benson, Kenny Dope, Little Louie Vega                                        |
| 2006 | Never Can Say Goodbye Everlasting Love                       | — | — | — | — | — | — | — | Jazz29 (11 Wo.)Jazz | Erstveröffentlichung: Mai 2006 Vanessa Williams feat. George Benson Autor: Clifton Davis Original: The Jackson Five, 1971                                                                             |
| 2006 | Mornin’ Givin’ It Up                                         | — | — | — | — | — | — | — | Jazz4 (9 Wo.)Jazz | Erstveröffentlichung: September 2006; mit Al Jarreau Grammy (Pop Instrumental) Autoren: Al Jarreau, David Foster, Jay Graydon Original: David Foster, 1983                                            |
| 2007 | Ordinary People Givin’ It Up                                 | — | — | — | — | — | — | — | Jazz23 (15 Wo.)Jazz | Erstveröffentlichung: März 2007; mit Al Jarreau Autoren: John Legend, will.i.am Original: John Legend, 2004                                                                                           |
| 2009 | Living in High Definition Songs and Stories                  | — | — | — | — | — | — | — | Jazz3 (23 Wo.)Jazz | Erstveröffentlichung: Juli 2009 Autor: Lamont Dozier |
| 2010 | Nuthin’ but a Party Songs and Stories                        | — | — | — | — | — | — | — | Jazz18 (21 Wo.)Jazz | Erstveröffentlichung: Dezember 2009 Autoren: Christopher Lomax, Larry Troutman, Marlon McClain, Robert Harris, Roger Troutman                                                                         |
| 2010 | Show Me Your Love Songs and Stories                          | — | — | — | — | — | — | — | Jazz24 (9 Wo.)Jazz | Erstveröffentlichung: August 2010 Autoren: David Paich, Steve Lukather |
| 2011 | The Lady in My Life Guitar Man                               | — | — | — | — | — | — | — | Jazz1 (26 Wo.)Jazz | Erstveröffentlichung: Oktober 2011 Autor: Rod Temperton Original: Michael Jackson, 1982 |
| 2012 | Tequila Guitar Man                                           | — | — | — | — | — | — | — | Jazz9 (15 Wo.)Jazz | Erstveröffentlichung: Mai 2012 Autor: Daniel Flores |
| 2012 | Fingerlero Guitar Man                                        | — | — | — | — | — | — | — | Jazz8 (19 Wo.)Jazz | Erstveröffentlichung: Oktober 2012 Autor: Ronnie Foster |
| 2013 | Unforgettable Inspiration: A Tribute to Nat King Cole        | — | — | — | — | — | — | — | Jazz8 (20 Wo.)Jazz | Erstveröffentlichung: Juni 2013; feat. Wynton Marsalis Autor: Irving Gordon Original: Nat King Cole, 1951                                                                                             |
| 2014 | When I Fall in Love Inspiration: A Tribute to Nat King Cole  | — | — | — | — | — | — | — | Jazz28 (4 Wo.)Jazz | Erstveröffentlichung: Dezember 2013; feat. Idina Menzel Autoren: Victor Young, Edward Heyman Original: Victor Young, 1952                                                                             |

Weitere Singles
| - 1964: Just Another Sunday - 1966: Summertime (George Benson Quartet) - 1967: The Borgia Stick (George Benson Quartet) - 1968: Shape of Things to Come - 1969: Don’t Let Me Lose This Dream - 1969: My Woman’s Good to Me - 1969: Golden Slumbers - 1969: My Cherie Amour - 1971: All Clear - 1971: The Gentle Rain - 1976: Summertime/2001 - 1976: Theme from Good King Bad (Grammy (R&B Instrumental)) - 1977: The World Is a Ghetto - 1978: Erotic Moods - 1979: Hold On I’m Coming - 1979: Hey Girl - 1980: Off Broadway (Grammy (R&B Instrumental)) - 1980: Moody’s Mood (Grammy (Male Jazz Vocal)) | - 1983: Being with You (Grammy (Instrumental Pop)) - 1985: Nothing’s Gonna Change My Love for You - 1985: No One Emotion (Remix) - 1987: Dreamin’ (mit Earl Klugh) - 1988: Since You’re Gone (mit Earl Klugh) - 1989: Good Habit (Remix) - 1989: Here There and Everywhere - 1990: Baby Workout - 1993: Love of My Life - 1993: I’ll Be Good to You - 1993: Kiss and Make Up - 1996: Holdin’ On - 1996: Summer Love - 1996: When Love Comes Calling - 1997: Tutti Fruitti Jump (Outta Order feat. Total Kaos & the Performances of George Benson) - 1998: My Father, My Son - 1998: Back to Love - 2004: Cell Phone - 2006: God Bless the Child (Grammy (Traditional R&B Vocal)) |

## Videoalben
- 2000: Absolutely Live
- 2005: Live at Montreux 1986
- 2007: Live from Montreux

## Statistik

### Chartauswertung
|                     | DE    | AT    | CH    | UK     | US     | R&B      | Jazz       |
| ------------------- | ----- | ----- | ----- | ------ | ------ | -------- | ---------- |
| Nummer-eins-Alben   | DE—DE | AT—AT | CH—CH | UK1UK  | US1US  | R&B3R&B  | Jazz5Jazz  |
| Top-10-Alben        | DE—DE | AT—AT | CH—CH | UK6UK  | US5US  | R&B7R&B  | Jazz12Jazz |
| Alben in den Charts | DE5DE | AT5AT | CH3CH | UK21UK | US26US | R&B24R&B | Jazz12Jazz |

|                       | AT    | CH    | UK     | US     | R&B      | Dance        | Jazz      |
| --------------------- | ----- | ----- | ------ | ------ | -------- | ------------ | --------- |
| Nummer-eins-Singles   | AT—AT | CH—CH | UK—UK  | US—US  | R&B2R&B  | Dance1Dance  | Jazz—Jazz |
| Top-10-Singles        | AT—AT | CH1CH | UK3UK  | US4US  | R&B10R&B | Dance6Dance  | Jazz3Jazz |
| Singles in den Charts | AT1AT | CH1CH | UK26UK | US14US | R&B26R&B | Dance11Dance | Jazz7Jazz |

### Auszeichnungen für Musikverkäufe
| Goldene Schallplatte - Australien - 1982: für das Album The George Benson Collection - 2004: für das Videoalbum Absolutely Live - Frankreich - 1981: für das Album Give Me the Night - 1996: für das Album Midnight Moods - Kanada - 1977: für das Album Breezin’ - 1977: für das Album In Flight - 1978: für das Album Weekend in L.A. - Neuseeland - 1980: für die Single Give Me the Night - 2003: für das Album The Greatest Hits of All: The Very Best of George Benson | Platin-Schallplatte - Australien - 1981: für das Album Give Me the Night - Neuseeland - 1978: für das Album Breezin’ - 1981: für das Album Give Me the Night 2× Platin-Schallplatte - Australien - 1996: für das Album Breezin’ - Neuseeland - 1982: für das Album The George Benson Collection |

Anmerkung: Auszeichnungen in Ländern aus den Charttabellen bzw. Chartboxen sind in ebendiesen zu finden.
| Land/RegionAuszeichnungen für Musikverkäufe (Land/Region, Auszeichnungen, Verkäufe, Quellen) | Silber     | Gold       | Platin       | Verkäufe  | Quellen                   |
| -------------------------------------------------------------------------------------------- | ---------- | ---------- | ------------ | --------- | ------------------------- |
| Australien (ARIA)                                                                            | —          | 2× Gold2   | 3× Platin3   | 217.500   | aria.com.au               |
| Deutschland (BVMI)                                                                           | —          | Gold1      | —            | 250.000   | musikindustrie.de         |
| Frankreich (SNEP)                                                                            | —          | 2× Gold2   | —            | 200.000   | infodisc.fr               |
| Kanada (MC)                                                                                  | —          | 3× Gold3   | —            | 150.000   | musiccanada.com           |
| Neuseeland (RMNZ)                                                                            | —          | 2× Gold2   | 4× Platin4   | 95.000    | aotearoamusiccharts.co.nz |
| Vereinigte Staaten (RIAA)                                                                    | —          | 5× Gold5   | 6× Platin6   | 8.500.000 | riaa.com                  |
| Vereinigtes Königreich (BPI)                                                                 | 6× Silber6 | 5× Gold5   | 6× Platin6   | 2.960.000 | bpi.co.uk                 |
| Insgesamt                                                                                    | 6× Silber6 | 20× Gold20 | 19× Platin19 |           |                           |